# Double Star
Double Star (chinesisch 地球空間雙星探測計劃 / 地球空间双星探测计划, Pinyin Dìqiú Kōngjiān Shuāngxīng Tàncè Jìhuà, kurz 双星计划) bezeichnet eine chinesische Raumfahrt-Mission mit Beteiligung der Europäischen Weltraumorganisation ESA zur Erforschung des irdischen Magnetfelds und seiner Wechselwirkung mit dem Sonnenwind. Der chinesische Name der Satelliten selbst lautet Tan Ce (探测,  Tàncè – „Sonde“).
Die Mission bestand aus zwei Satelliten. TC-1 (Tan Ce 1) wurde am 29. Dezember 2003 vom Weltraumbahnhof Xichang in eine elliptische Umlaufbahn (Perigäum 550 km, Apogäum 66.970 km über der Erdoberfläche) mit einer Inklination von 28,5° gebracht, TC-2 wurde am 25. Juli 2004 vom Weltraumbahnhof Taiyuan in eine polare elliptische Umlaufbahn (Perigäum 700 km, Apogäum 39.000 km) gebracht. Beide Satelliten wurden mit einer Rakete des Typs Langer Marsch 2C gestartet. Am 14. Oktober 2007 wurde TC-1 nach Erreichen seiner vorgesehenen Lebensdauer abgeschaltet und ist danach in der Erdatmosphäre verglüht. Die Unterstützung der Mission von ESA wurde 2008 eingestellt, TC-2 sendete aber noch längere Zeit Daten.
Die Double-Star-Satelliten hatten acht chinesische Instrumente an Bord, gebaut am Zentrum für Weltraumwissenschaften und angewandte Forschung, wegen der englischen Bezeichnung Center for Space Science and Applied Research oft „CSSAR“ abgekürzt. Acht Instrumente stammen von der ESA, davon sind sieben Duplikate von Instrumenten der Cluster-Satelliten, das achte gemeinsam mit dem CSSAR neu entwickelt.
Mit ihrer Hilfe gelang der Nachweis von superheißen Gasblasen an der Schockfront zwischen Erdmagnetfeld und Sonnenwind, sowie deren Entstehung, Entwicklung und Verschwinden. Hier die Nutzlasten beider Satelliten:
| TC-1 (äquatoriale Umlaufbahn)            | TC-2 (polare Umlaufbahn)                               |
| ---------------------------------------- | ------------------------------------------------------ |
| Aktiver Potentialregler                  | Bildgebender Detektor für neutrale Atome               |
| Fluxgate-Magnetometer                    | Fluxgate-Magnetometer                                  |
| Elektronenverteilungs-Messgerät          | Elektronenverteilungs-Messgerät                        |
| Heißionen-Analysator                     | Detektor für niederenergetische Ionen                  |
| Analysator für Magnetfeldfluktuationen   | Detektor für niederfrequente elektromagnetische Wellen |
| Detektor für hochenergetische Elektronen | Detektor für hochenergetische Elektronen               |
| Detektor für hochenergetische Protonen   | Detektor für hochenergetische Protonen                 |
| Detektor für Schwerionen                 | Detektor für Schwerionen                               |